# Jovan Mišković
Jovan Mišković (srbsko Јован Мишковић), srbski general in akademik, * 18. julij 1844, † 2. november 1908.
Mišković je bil predsednik Srbske akademije znanosti med letoma 1900 in 1904.

## Življenjepis
Leta 1865 je končal Artilerijsko šolo v Beogradu. Sodeloval je v dveh vojnah s Turki in eni z Bolgari. 
Med letoma 1878 in 1880 je bil minister vojske, in med letoma 1888 in 1890 načelnik Glavnega generalštaba. 
Na znanstvenem področju je deloval predvsem kot vojaški geograf in vojaški zgodovinar. Leta 1875 je postal član Srbskega znanstvenega društva, leta 1892 član Srbske akademije znanosti in leta 1900 predsednik slednje.